# Volyňka
Volyňka – rzeka w południowych Czechach w kraju południowczeskim, prawy dopływ Otavy. Jej długość wynosi 46,1 km. Przepływa m.in. przez Vimperk, Volyně oraz Strakonice, gdzie uchodzi do Otavy.

## Większe dopływy
- Medvědí potok
- Arnoštský potok
- Pravětínský potok
- Spůlka
- Bořanovický potok
- Nahořanský potok
- Radhostický potok
- Starovský potok
- Peklov